# Passacaglia
Passacaglia (tiếng Tây Ban Nha: pasacalle; tiếng Pháp: passacaille; Italian: passacaglia, passacaglio, passagallo, passacagli, passacaglie) là một hình thức âm nhạc bắt nguồn từ đầu thế kỷ XVII tại Tây Ban Nha.